# 木村大治
木村大治（きむら だいじ、1960年2月8日- ）は、日本の人類学者、京都大学名誉教授。

## 経歴
- 1960年：愛媛県大三島町に生まれる。
- 1978年：愛媛県立今治西高等学校卒業
- 1983年：京都大学理学部卒業
- 1987-1989年：ザイール共和国自然科学研究センター共同研究員
- 1990年：京都大学大学院理学研究科博士後期課程修了（理学博士）。博士論文の題目は「中央ザイール・ボンガンドにおける社会交渉」
- 1990-92年：日本学術振興会特別研究員
- 1990-91年：日本学術振興会ナイロビ研究連絡センター派遣研究者（兼任）
- 1992年：福井大学教育学部助教授
- 1997年：京都大学大学院人間・環境学研究科アフリカ地域研究専攻助教授
- 1998年：京都大学大学院アジア・アフリカ地域研究研究科助教授
- 2012年：京都大学大学院アジア・アフリカ地域研究研究科教授、京都大学アフリカ地域研究資料センター長[1]。
- 2020年：京都大学を早期退職、京都大学名誉教授。

## 所属学会
- 日本アフリカ学会
- 日本文化人類学会
- 生態人類学会
- 日本認知科学会
- 社会言語科学会
- 人工知能学会

## 著書
- 木村大治 2018『見知らぬものと出会う：ファースト・コンタクトの相互行為論』viii+253, 17pp. 東京大学出版会。
- 木村大治 2010『括弧の意味論』248pp. NTT出版。
- 木村大治、北西功一（編著）2010『森棲みの生態誌 －アフリカ熱帯林の人・自然・歴史 I』xvi+425pp. 京都大学学術出版会。
- 木村大治、北西功一（編著）2010『森棲みの社会誌 －アフリカ熱帯林の人・自然・歴史 II』xiii+388pp. 京都大学学術出版会。
- 木村大治、中村美知夫、高梨克也（編著）2010『インタラクションの境界と接続 －サル・人・会話研究から』445pp. 昭和堂。
- Ichikawa, M. and D. Kimura (eds.) 2003 Recent Advances in Central African Hunter-Gatherer Research. African Study Monographs Supplementary Issue 28. 157pp.
- 木村大治 2003『共在感覚 ― アフリカの二つの社会における言語的相互行為から』326pp. 京都大学学術出版会。

## 論文等
- アジア・アフリカ地域研究研究科 木村大治 退職講演会｜京都大学OCW
- 木村大治 2016. 恥ずかしさの起源と進化．現代思想 2016年5月号 特集『人類の起源と進化 －プレ・ヒューマンへの想像力』青土社: 198-211.
- Ichikawa, M., D. Kimura and H. Yasuoka 2012. "Preface." African Study Monographs Supplementary Issue 43: 161-178.
- Yasuoka, H., D. Kimura, C. Hashimoto and T. Furuichi 2012. "Quantitative assessment of livelihood around great ape reserves: Cases in Luo Scientific Reserve, DR Congo and Kalinzu Forest Reserve, Uganda." African Study Monographs Supplementary Issue 43: 137-159.
- Kimura, D., H. Yasuoka and T. Furuichi 2012. "Diachronic change of protein acquisition among the Bongando in the Democratic Republic of the Congo."African Study Monographs Supplementary Issue 43: 161-178.
- 木村大治 2010「複雑さとは何か」霊長類研究 26-2: 179-183。
- 木村大治 2010「似たようなものたちが向かい合う」『人間文化』第27号 pp.21-26 神戸学院大学人文学会。
- 木村大治 2010「インタラクションを捉えるということ」『可能性としての文化情報リテラシー』（岡田浩樹、定延利之編）pp.97-110 ひつじ書房。
- 木村大治 2010「『Co-act』と『切断』―バカ・ピグミーとボンガンドにおける行為接続」（木村大治、中村美知夫、高梨克也 編）『インタラクションの境界と接続 －サル・人・会話研究から』pp.231-252 昭和堂。
- 木村大治 2010「インタラクションと双対図式」（木村大治、中村美知夫、高梨克也 編）『インタラクションの境界と接続 －サル・人・会話研究から』pp.3-18 昭和堂。
- 木村大治 2010「バカ・ピグミーは日常会話で何を語っているか」『森棲みの社会誌 －アフリカ熱帯林の人・自然・歴史 II』（木村大治、北西功一編）pp.239-261 京都大学学術出版会。
- 木村大治 2010「農耕民と狩猟採集民における相互行為研究」『森棲みの社会誌 －アフリカ熱帯林の人・自然・歴史 II』（木村大治、北西功一編）pp.67-73 京都大学学術出版会。
- 木村大治、安岡宏和、古市剛史 2010「コンゴ民主共和国・ワンバにおけるタンパク質獲得活動の変遷」『森棲みの生態誌 －アフリカ熱帯林の人・自然・歴史 I』（木村大治、北西功一編）pp.333-351 京都大学学術出版会。
- Lingomo B. and D. Kimura 2009 "Taboo of eating bonobo among the Bongando people in the Wamba region, Democratic Republic of Congo" African Study Monographs 30-4 pp.209-225.
- Tashiro, Y., G. Idani, D. Kimura and L. Bongoli 2007 "Habitat changes and decreases in the bonobo population in Wamba, Democratic Republic of the Congo" African Study Monographs 28-2 pp.99-106.
- 木村大治 2006「生態人類学・体力・探検的態度」『アフリカ研究』69 pp.91-100。
- 木村大治 2006「平等性と対等性をめぐる素描」人間文化（神戸学院大学人文学会）21, pp.40-43。
- 木村大治 2006「フィールドにおける会話データの収録と分析」『講座・社会言語科学 第6巻「方法」』pp.128-144（伝康晴、田中ゆかり編）ひつじ書房。
- Kimura, D. 2003 "Bakas' mode of co-presence" African Study Monographs Supplementary Issue 28, pp.25-35.
- 木村大治 2003「道具性の起源」（西田正規、北村光二、山極寿一 編著）『人間性の起源と進化』pp.293-320 昭和堂。
- 木村大治 2002「神は細部に宿り給うか？ ― 地域研究における「細部」と「具体」―」アジア・アフリカ地域研究 2 pp.243-250。
- 木村大治 2002「ウーラマ紀行」『アフリカを歩く ―フィールドノートの余白に』（加納隆至、黒田末寿、橋本千絵 編著）pp.152-170 以文社。
- 木村大治 2002「『拡散する声』の文化 ― コンゴ民主共和国とカメルーンのフィールドから」（松田素二、宮本正興編）『現代アフリカの社会変動 ― ことばと文化の動態観察』pp.408-427 人文書院。
- 木村大治 2001「相互行為をおもしろくするもの ―フィールドにおける相互行為研究から―」人工知能学会誌 16-6 pp.806-811。
- Kimura, D. 2001 "Utterance overlap and long silence among the Baka Pygmies: Comparison with Bantu farmer and Japanese university students" African Study Monographs Supplementary Issue 26, pp.103-121.
- Hashimoto, C., T. Furuichi,, Y. Tashiro, and D. Kimura 1999 "Vegetation of the Kalinzu forest, Uganda: Ordination of forest types using principal component analysis" African Study Monographs 20-4 pp.229-239.
- 木村大治 2000 「拡散的会話場と相互返照的予期」『bit別冊 身体性とコンピュータ』（岡田美智男、三嶋博之、佐々木正人編）pp.233-245 共立出版。
- Hashimoto, C., Y. Tashiro, D. Kimura, T. Enomoto, E. J. Ingmanson, G. Idani and T. Furuichi 1998 "Habitat use and ranging of wild Bonobos (Pan paniscus) at Wamba" International Journal of Primatology 19-6 pp.1045-1060.
- 木村大治 1998 「女性としての植物 ―ボンガンドの植物名における欠性対立」エコソフィア 2号 pp.115-127 民族自然誌研究会。
- Kimura, D. 1998 "Land use in shifting cultivation: The case of the Bongando (Ngandu) in central Zaire" African Study Monographs Supplementary Issue 25, pp.179-203.
- 木村大治 1997b「相互行為における『打ち切りのストラテジー』」『コミュニケーションの自然誌』（谷泰編）pp.414-444 新曜社。
- 木村大治 1997「情報・規則性・コミュニケーション ―シャノンとベイトソンの対比を手がかりに―」『コミュニケーションの自然誌』（谷泰編）pp.31-60 新曜社。
- 木村大治 1996「ボンガンドにおける個人名」アジア・アフリカ言語文化研究 52号 pp.57-79。
- 木村大治 1996「焼畑農耕民ボンガンドにおける植物の利用と認知」動物考古学 5 pp.85-109。
- 木村大治 1996「ボンガンドにおける共在感覚」『叢書・身体と文化 (2) コミュニケーションとしての身体』（野村雅一、菅原和孝編）pp.316-344 大修館書店。
- 木村大治 1995「バカ・ピグミーの発話重複と長い沈黙」アフリカ研究 46 pp.1-19。
- Kimura, D. 1992 "Daily activities and social association of the Bongando in central Zaire" African Study Monographs 13-1 pp.1-33.
- 木村大治 1991「フィールドにおける太陽電池の利用について」アフリカ研究 39 pp.59-64。
- 木村大治 1991「投擲的発話 - ボンガンドの『相手を特定しない大声の発話』について」『ヒトの自然誌』（田中二郎、掛谷誠編）pp.165-189 平凡社。
- Kimura, D. 1990 "Verbal interaction of the Bongando in central Zaire: With special reference to their addressee-unspecified loud speech" African Study Monographs 11-1 pp.1-26.
- 木村大治 1987「小集団社会における『集まり』の構成 ―トカラ列島の事例―」季刊人類学 18-2 pp.172-216 京都大学人類学研究会。
- Kimura, D. and H. Ihobe 1985 "Feral cattle (Bos taurus) on Kuchinoshima island, southwestern Japan: Their stable ranging and unstable grouping" Journal of Ethology 3 pp.39-47.